# Goczadżichaiszi
Goczadżichaiszi (gruz. გოჩაჯიხაიში) – wieś w Gruzji, w regionie Imeretia, w gminie Choni. W 2014 roku liczyła 756 mieszkańców.